# Роланд (клоун)
Казимир Петрович Плучс (нар. 5 листопада 1894 - 15 лютого 1975) - цирковий артист, Білий клоун , псевдонім «Роланд». Народний артист Латвійської РСР (1954).
Народився в Латвії в околицях міста Двінська (нині Даугавпілс), сім'ї наймитів.

## Біографія
- 1910 - Учень в акробатичній трупі Новелло.
- 1913 - Повноправний учасник акробатичній трупи « 'Римські гладіатори'» (з К. Сбишевскім, пізніше з Я. Розенбергом).
- 1922 - Починає виступати як Білий клоун (партнер Юліус Морус).
- 1924 - 1934 - У парі з коміком Ейженом.
- 1934 - 1957 Партнерами на різні періоди стають - Коко, Анатолій Дубіно, Савелій Крейн, Євген Бірюков.
- 1957 завершує циркову діяльність і йде з манежа.
- 1963 В Ризі у світ виходить написана Роландом книга «Білий клоун»

Казимир Плучс досі вважається одним з найкращих представників циркового жанру «Білий клоун»,

## Фільмографія
1955: «За вітриною універмагу», роль білого клоуна (у титрах немає).